# حي شعبي

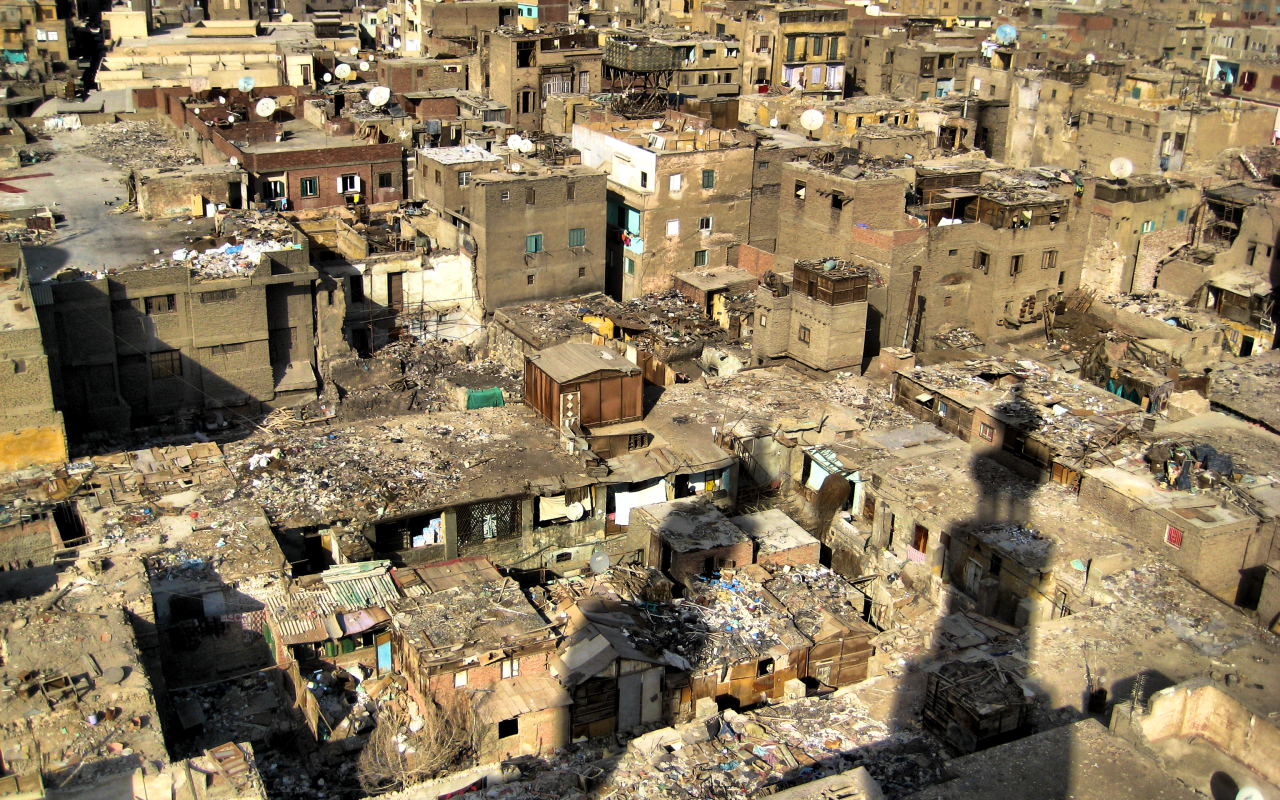
حي شعبي قاهري أصابه الإهمال

الحي الشعبي في مصر هو الحي التقليدي، من حيث الدروب والحواري، والطراز المعماري، وتعاملات السكان. وهذا النوع من الأحياء يتميز عن الحي العشوائي والمناطق الحديثة في كل ما ورد، الطرق والطراز والسكان. والأحياء الشعبية تشكلت فيها أهم صفحات التراث المصري الحديث، فعاش فيها أدباء كنجيب محفوظ وكان يعيش فيها الساسة والحكام حتى عهود قريبة، فكان المماليك يعيشون في وسط الناس الغني بجوار الفقير.